# Animale (film)
Pour plus de détails, voir Fiche technique et Distribution.
Animale est un drame fantastique franco-belge réalisé par Emma Benestan et sorti en 2024,.
Le film a démarré son parcours en séance spéciale de clôture de la 63e Semaine de la critique, durant le Festival de Cannes 2024.

## Synopsis
En Camargue, Nejma s'entraîne dur pour réaliser son rêve : fouler le sable de l'arène afin de défier les taureaux et devenir la première femme à remporter une course camarguaise. Ses amis gardians la soutiennent, mais sa mère désapprouve. Après une soirée bien arrosée où Nejma et ses amis partent voir les taureaux, Nejma, très alcoolisée part seule dans l'enclos des taureaux et perd connaissance. On la retrouvera avec quelques blessures bénignes et elle ne se souvient de rien. Tandis que la saison bat son plein, des morts suspectes de gardians sont imputées aux taureaux, alors que ceux-ci n'attaquent pas sans raison et que les gardians savent très bien se comporter avec eux. Pendant ce temps Nejma ressent de plus en plus de choses bizarres dans son corps et son esprit, sans comprendre ce qu'il lui arrive.

## Fiche technique
Sauf indication contraire, les informations mentionnées dans cette section peuvent être confirmées par les bases de données cinématographiques IMDb et Allociné,  présentes dans la section « Liens externes ».
- Titre original : Animale
- Réalisation : Emma Benestan
- Scénario : Emma Benestan
- Musique : Yan Wagner
- Décors : Eve Martin
- Costumes : Fabienne Menguy
- Photographie : Ruben Impens
- Son : Anne Dupouy et Gert Janssen
- Montage : Clémence Diard
- Production : Julie Billy, Naomi Denamur, Jean-Yves Roubin et Cassandre Warnauts
  - Production exécutive : Gaëtane Josse et Christophe Hollebeke
- Sociétés de production : June, France 3 Cinéma et Frakas Productions
- Sociétés de distribution : Film Constellation et Wild Bunch
- Pays de production :  France et  Belgique
- Langue originale : français
- Format : couleur
- Genre : Drame fantastique
- Durée : 100 minutes
- Dates de sortie :
  - France : 
    - 22 mai 2024 (Cannes)
    - 27 novembre 2024 (en salles)

  - Suisse : 5 juillet 2024 (Neuchâtel)

## Distribution
- Oulaya Amamra : Nejma
- Damien Rebattel : Tony
- Vivien Rodriguez : Kylian
- Claude Chaballier : Léonard
- Elies-Morgan Admi-Bensellam : Jordan
- Pierre Roux : Arthur
- Marinette Rafaï : Ouarda
- Renaud Vinuesa : Renaud

### Accueil critique
Pour Le Canard enchaîné, « Emma Benestan donne une variante surprenante sur le thème du Minotaure au féminin, au message appuyé ».
Pour Diagonale le magazine, « le film raconte la trajectoire d'une héroïne dans un monde d'hommes. Un film sensible et poétique, qui n'a pas peur de montrer l'inmontrable, de filmer l'infilmable, de défier cette société de violence et d'en nommer ses auteurs ».
Pour La Gazette de Montpellier, « Animale marque la confirmation du talent d'Emma Benestan, que Fragile avait laissé entrevoir. Tout en détournant le bon vieux mythe du Minotaure, Emma Benestan produit un spectacle visuellement époustouflant qui s'inscrit dans la continuité du néo-fantastique social français. Et métaphorise les outrages sexuels avant de leur asséner, en juste réponse, une violente revanche bestiale. Un western sudiste, sombre, beau et dérangeant ».